# Paula Fox
Paula Fox (New York, 1923. április 22. – New York, 2017. március 1.) amerikai író.

## Művei
Gyermekkönyvek
- Maurice's Room (1966, illusztrálta Ingrid Fetz)
- How Many Miles to Babylon? (1967, illusztrálta Paul Giovanopoulos)
- A Likely Place (1967, illusztrálta Edward Ardizzone)
- Dear Prosper (1968, illusztrálta Steve McLachlin)
- The Stone-Faced Boy (1968, illusztrálta Donald A. Mackay)
- Hungry Fred (1969, illusztrálta Rosemary Wells)
- The King's Falcon (1969, illusztrálta Eros Keith)
- Portrait of Ivan (1969, illusztrálta Saul Lambert)
- Blowfish Live in the Sea (1970)
- Good Ethan (1973, illusztrálta Arnold Lobel)
- The Slave Dancer (1974, illusztrálta Eros Keith)
- The Little Swineherd and Other Tales (1978, az 1996-os kiadást illusztrálta Robert Byrd)
- One-Eyed Cat (1984)
- The Moonlight Man (1986)
- Lily and the Lost Boy (1987)
- The Village by the Sea (1988)
- Majomsziget (Monkey Island) (1991); ford. Szántó András
- Western Wind (1993)
- The Eagle Kite (1995)
- Radiance Descending (1997)
- Amzat and His Brothers: Three Italian Tales (1999)

Visszaemlékezések
- Borrowed Finery (2001)
- The Coldest Winter: A Stringer in Liberated Europe (2005)

Regények
- Poor George (1967)
- Desperate Characters (1970)
- The Western Coast (1972)
- The Widow’s Children (1976)
- A Servant's Tale (1984)
- The God of Nightmares (1990)
- News from the World: Stories and Essays (2001, esszék)
- from the World: Stories and Essays (2001, esszék)

Magyarul megjelent művei
- Majomsziget; ford. Szántó András; Animus, Budapest, 2003 (Andersen-díjas írók)